# NGC 7727
NGC 7727は、みずがめ座の方角にある特異銀河である。1600光年離れた2つの銀河核を持ち、各々が超大質量ブラックホールを持つ。

## 特徴
銀河系から23.3メガパーセク（76百万光年）離れた位置にあり、不規則な形のいくつかのプリュームやストリームを持つ特異な形態で、そのためホルトン・アープの『アープ・アトラス』に222番として掲載され、「不定形の渦状腕を持つ銀河」に分類されている。
これは恐らく、この銀河が約10億年前に2つの渦巻銀河が銀河合体した結果できたものであるためであり、前述のプリュームやストリームは、2つの銀河の円盤の残骸であると考えられる。
NGC 7727の中には、2つの恒星様の天体が見える。そのうち少なくとも1つは、恐らく合体前の2つの渦巻銀河の核であると考えられる。これに加え、この系の中に23個の天体（衝突によって形成された若い球状星団が候補）を見ることができる。
NGC 7727は、同じ星座内にありやはり2つの渦巻銀河が衝突及び合体して形成されたNGC 7252に非常によく似ている。しかし、後者はガス（21cm線や水素分子）の量はかなり少ない。
NGC 7727の最も可能性の高い将来の運命は、宇宙塵や星形成の非常に少ない楕円銀河になるというものである。

より重いブラックホールは、周囲の恒星に及ぼす重力がより強く、恒星をより速く動かすため、赤方偏移のため、スペクトル線はより幅広になる。

2021年11月、ヨーロッパ南天天文台に設置された超大型望遠鏡VLTのマルチユニット分光エクスプローラを用いてNGC 7727の中に1対の超大質量ブラックホールを発見したことが公表された。ブラックホールの質量は、各々154及び6.3百万太陽質量で、1600光年離れている。これらは地球から約89百万光年離れており、地球から最も近い確認された超大質量ブラックホールの1つである。互いに重力の影響を与えられるほど近い位置にあるが、周囲にあるNGC 7727の核領域の質量のため、小さいほうのブラックホールが大きい方のブラックホールの周囲を公転するほどの束縛はない。1対のブラックホールは、今後250百万年のうちに融合し、その過程で強力で低周波の重力波を生成することとなる。